# Sarah Gordon
Sarah Gordon (geboren ca. 1955 in St. Louis, USA) ist eine Informatikerin mit dem Schwerpunkt auf Computersicherheit. Sie erforschte Computerviren bereits seit den frühen 1990er Jahren. 1994 begann sie, auf Konferenzen über Viren zu berichten. 1995 machte sie auf die damals neue Gefahr der Verbreitung von Viren über E-Mails aufmerksam; damals hatten Hacker begonnen, Microsoft-Word-Texte mit Makroviren zu infizieren, die ganze Computer lahmlegen konnten. 1998 berichtete sie vom ersten Computerwurm in Linux-Betirebssystemen. Von ihr stammt der Ausdruck „vX“ für „Virus Exchange“, also dem Austausch von Wissen unter Virenprogrammierern. Sarah Gordon zog immer die gesellschaftlichen Zusammenhänge mit in Betracht, die zur Verbreitung von Viren führten.

## Leben
Aufgewachsen in armen Verhältnissen, riss sie mit 14 Jahren von zu Hause aus. Mit 17 machte sie ihren Schulabschluss. Sie arbeitete für IBM Research, die Anti-Viren-Firmen Dr. Solomon und Symantec und andere. 1997 erhielt sie an der Indiana University ihren Bachelor in Wissenschaft, anschließend den Master in Human Behaviour (Sozialwissenschaften) an der Middlesex University. 2004 unterrichtete sie am Florida Institute of Technology Computersicherheit.
Der Computerphilosoph Scott J. Shapiro beschreibt in seinem 2024 erschienenen Buch Sarah Gordon als Virenexpertin der ersten Stunde. Als sie sich 1990 ihren ersten gebrauchten Computer kaufte, war die Festplatte mit einem Ping-Pong-Virus Variante B infiziert, bei dem ein kleiner Punkt über den Bildschirm wanderte. Eine Recherche in einem Virenforum im FidoNet führte sie zu dem bulgarischen Virus Dark Avenger.  Von dort, so Shapiro, startete Gordons Reise ins soziale Gefecht früher Hackergruppen.